# The Synagogue, Church of All Nations
The Synagogue, Church of All Nations (SCOAN) är ett karismatiskt och evangelikalt kristet trossamfund, grundat och lett av den nigerianske pastorn Temitope Balogun Joshua.
T B Joshua startade 1989, tillsammans med sju andra, en församling i Agodo-Egbe i Lagos, Nigeria.
Kyrkan har nu växt till ett av de större och mest inflytelserika trossamfunden i landet, med mission i Sydafrika, Storbritannien, Grekland och Ghana.
SCOAN har bland annat gjort sig känt för mirakulösa helanden och spektakulära profetior.
T B Joshua förutspådde bland annat att Zambia skulle vinna Afrikanska mästerskapet i fotboll 2012 genom straffläggning.